# Alaksandr Kitarau
Alaksandr Siarhiejewicz Kitarau, błr. Аляксандр Сяргеевіч Кітараў, ros. Александр Сергеевич Китаров – Aleksandr Siergiejewicz Kitarow (ur. 18 czerwca 1987 w Nowopołocku) – białoruski hokeista, reprezentant Białorusi.

## Kariera
- Chimik-SKA Nowopołock (2004-2008)
- Junost' Mińsk (2008-2011)
- Dynama Mińsk (2011-2015)
  -  HK Dynama Mołodeczno (2014/2015)
- Nieftiechimik Niżniekamsk (2015-2016)
- Dynama Mińsk (2016-2020)
- Kunlun Red Star (2020)
- Junost' Mińsk (2020-)

Wychowanek Chimika-SKA Nowopołock. Od czerwca 2011 zawodnik Dynama Mińsk. W kwietniu 2012 roku przedłużył kontrakt z klubem o dwa lata. W kwietniu 2014 przedłużył kontrakt z klubem o dwa lata. Odszedł klubu z końcem kwietnia 2015. Od maja 2015 zawodnik Nieftiechimika Niżniekamsk, związany dwuletnim kontraktem. Zwolniony z klubu w październiku 2016. Od października 2016 ponownie zawodnik Dynama Mińsk. Od sierpnia 2020 był zawodnikiem chińskiego Kunlun Red Star. W połowie listopada 2020 przeszedł do Junosti Mińsk.
Brał udział w turnieju zimowej uniwersjady edycji 2011. Uczestniczył w turniejach mistrzostw świata w 2011, 2012, 2013, 2014, 2015, 2016, 2018 (Elita), 2019 (I Dywizja).

## Sukcesy
Reprezentacyjne
- Srebrny medal zimowej uniwersjady: 2011
- Awans do MŚ Elity: 2019

Klubowe
- Złoty medal mistrzostw Białorusi: 2008, 2009, 2011, 2021 z Junostią
- Srebrny medal mistrzostw Białorusi: 2008 z Junostią
- Puchar Kontynentalny: 2011 z Junostią
- Drugie miejsce w Pucharze Kontynentalnym: 2010, 2012 z Junostią
- Puchar Białorusi: 2009, 2010 z Junostią

Indywidualne
- Mistrzostwa Świata Juniorów w Hokeju na Lodzie 2006/I Dywizja#Grupa B:
  - Trzecie miejsce w klasyfikacji strzelców turnieju: 3 gole[9]
  - Drugie miejsce w klasyfikacji +/- turnieju: +7[10]